# Turisme de sol i platja
El turisme de sol i platja és una modalitat de turisme que es caracteritza per atraure viatgers, a destinacions caracteritzades per un clima càlid, platges  i condicions ideals per prendre el sol i en general practicar activitats relacionades amb el mar com, per exemple, nedar. Aquest tipus de turisme és un dels més populars arreu del món i és un dels pilars principals de la indústria turística.

## Característiques principals
El turisme de sol i platja destaca per algunes característiques concretes d'aquesta tipologia.
Aquest tipus de turisme és habitual en zones de climes temperats, per tant en zones costaneres de climes mediterranis, tropicals i subtropicals. Inclou hotels, apartaments i altres habitatges de vacances situats prop de la costa i sovint activitats que complementen el viatge com esports aquàtics, surf o excursions al voltant del paisatge costaner. Freqüentment, també trobem infraestructures turístiques com xiringuitos, passejos marítims i altres instal·lacions que incentiven la destinació turística.

## Història
La història del turisme de sol i platja es remunta segles enrere, quan les classes altes europees van començar a descobrir els beneficis del clima costaner per la pell i, en general, per la salut. Durant el segle XVIII, les platjes angleses i franceses es van convertir en destinacions especials per la noblesa i la burgesia, els quals buscaven tractaments de talosoterapia i gaudien de passejos al voltant de la costa.
Al llarg del temps, aquest tipus de turisme va poder ser experimentar per més públics gràcies a la democratització i el desenvolupament d'infraestructures com el ferrocarril i més tard, els vols comercials, que van facilitar l'accés de les masses a aquests paradisos costaners.
Durant el segle xx, aquesta tipologia va viure un auge sense precedents. La dècada dels 50 i els 60 va ser l'època d'assentaments de destinacions turístiques que avui dia són icòniques com la Costa del Sol, a Espanya o la Riviera Francesa, també coneguda popularment com la Costa Blava, al sud de França. Aquestes destinacions, com algunes altres, eren vistes com a sinònim de glamour i absolut luxe.
La segona meitat del segle XX i el principi de l'actual segle XXII l'expansió del turisme internacional va arribar arreu i destins exòtics com el Carib, el Sud-Est asiàtic o les illes del Pacífic van començar a atraure turistes de qualsevol part del món. Llavors, el turisme de sol i platja, ja no creuava fronteres, sinó també continents. La cerca de noves experiències i la millora de les connexions aèries van permetre als viatgers explorar platges més llunyanes i descobrir cultures diferents.
Avui dia, aquest flux de persones segueix creixent, adaptant-se a les tendències i demandes actuals com el turisme sostenible o les experiències personalitzades, cada cop més presents.
Des dels seus humils començaments com a jubilació per a l'aristocràcia fins a convertir-se en una indústria global que genera milers de milions de dòlars, la història del turisme de sol i platja reflecteix una evolució de com la humanitat cerca i gaudeix de la bellesa i el benestar que ofereixen el mar i el sol.

## Destinacions populars
Quan parlem de turisme de sol i platja, algunes destinacions destaquen per la capacitat d'oferir experiències inolvidables baix el sol. Alguns punts d'Amèrica Llatina i sobretot el Carib, posen a l'aparador la major part de l'oferta del sector per part del continent americà. Cancún, a Mèxic, és conegut per les impressionants platjes de sorra blanca i aigues turqueses. Un altre destinació habitual és Punta Cana, un espai paradísiac a la República Dominicana que ofereix ressorts de luxe i una extensa costa on els turistes poden relaxar-se.
A Europa, la Costa del Sol i la Costa Brava, a Espanya o la Costa Blava, a França, són sinònims d'un sol radiant i un estil de vida relaxat. Amb un alt percentatge de dies de sol cada any, aquestes regions ofereixen una combinació perfecte de platjes, una excel·lent gastronomia mediterrània i pobles pintorescos com Cadaqués, Cannes o Saint-Tropez. Algarve, a Portugal, és famós pels seus impressionants penya-segats, platjes amagades i aigues cristal·lines, apart d'oferir una gran varietat d'activitats a l'aire lliure.
Àsia i Oceania no es queden enrere quan es parla de destins de sol i platja. Bali, a Indonèsia, és una destinació de amb una tendència a l'alça degut a les seves platges exòtiques, temples antics i la cultura local. Phuket, a Tailàndia, combina platges impressionants amb una vida nocturna animada i una deliciosa cuina tailandesa. Les Illes Maldives són l'epítom del luxe i l'exclusivitat, amb els seus resorts en bungalows, fins i tot, sobre l'aigua.

## Impacte mediambiental
Com totes les activitats que es duuen a terme a l'aire lliure, el turisme de sol i platja té un impacte sobre el medi ambient per diferents actuacions que realitza l'èsser humà sobre el territori.
L'apartat mediambiental és on aquests impactes negatius són més visibles, ja que es tracta d'impactes directes sobre el mediambient físic i, per tant, crida més l'atenció a la població. Altres impactes negatius podrien ser la pèrdua de la diversitat biòlogica degut a la construcció de moltes infraestructures que durant el temps han canviat l'hàbitat de moltes espècies fins fer-les fora. La contaminació de les aigues produït per l'increment d'embarcacions que navegant pel mar cada any, molts encara amb combustibles que perjudiquen al clima al produir emissions, principalment de diòxid de carboni. La contaminació acústica que pot arribar a dificultar la convivència entre els veïns de la localitat i els turistes també és un problema. Per acabar, l'arribada del turisme massiu i les moltes construccions que s'han fet durant un interval curt de temps han provocat l'erosió del sól, danyant la seva qualitat i degradant els ecosistemes tradicionals.
Per trobar algun punt positiu a destacar, cal remarcar que els elements històrics o naturals solen ser àrees més ben conservades. L'entorn de les àrees turístiques també solen estar lligades a accions de desenvolupament d'accions per millorar i protegir la zona.

## Impacte econòmic
En general, la majoria d'impactes positius estan relacionats amb l'economia, a diferència de l'impacte mediambiental.
Entre els impactes positius més mencionats es troba la creació d'ocupació lligat amb una disminució de l'atur entre la població local, sobretot durant els mesos d'estiu, coincidint amb l'auge d'aquesta tipologia turística. És important també, l'augment d'ingressos d'una població pel fenomen turístic i, pel qual es beneficien les persones locals, així com la redistribució de la renta, l'augment de les inversions o l'influència en la formació bruta del capital fix.
Negativament, l'increment constant de l'especulació sobre el valor del sól és una de les inquietuds que comporta el turisme, sobretot pel que fa a habitatges de segona residència. També és molt significativa la excessiva depèndencia econòmica del turisme d'algunes destinacions. També es produeixen crisis cícliques, ja que a part dels mesos d'estiu, les altres estacions de l'any passen sense deixar petjada econòmica en els llocs turístics degut a la poca arribada de gent des de l'estranger.

## Impacte sociocultural
L'intercanvi temporal de persones provoca també, òbviament, l'intercanvi de cultures i tradicions entre diferents poblacions que, a prori, no tenen res a veure.
Entre els efectes positius del flux de persones que cada any és més present sorgeix l'intercanvi cultural i la preservació de la identitat cultural. Seguint aquesta mateixa línia, també destaca l'increment d'activitats pels residents, ja que més enllà dels mesos d'estiu, ningú més que ells utilitza les infraestructures o instal·lacions creades a raó del turisme. Aquest moviment de ciutadans de diferents països també repercuteix en els serveis bàsics i habituals d'una població, com la millora de les condicions sanitàries o educatives. També s'experimenta una millora en la conservació de recursos naturals, ja que per donar resposta al gran nombre de visitants apareix aquesta necessitat de mantenir el patrimoni.
Malgrat que hi ha aquesta visió optimista de l'activitat turística també és cert que des dels anys 70 el desenvolupament turístic ha generat un gran debat perquè des d'aquella època s'han volgut identificar tots els impactes negatius que produeix el turisme per analitzar-los i fa que aquestes problemàtiques siguin més visibles.
Quant als perjudicis, es posa èmfasi en el desplaçament de les activitats tradicionals per influència externa, beneficiant al turista i deixant de banda a la persona nativa. La invasió de la privacitat també afecta a les persones de la zona i sovint es veuen desprotegides davant la marea de gent entrant.
Per acabar, cada vegada és més notable la pèrdua d'accés a activitats d'esbarjo i oci dels residents a favor dels turistes.